# 파드리아

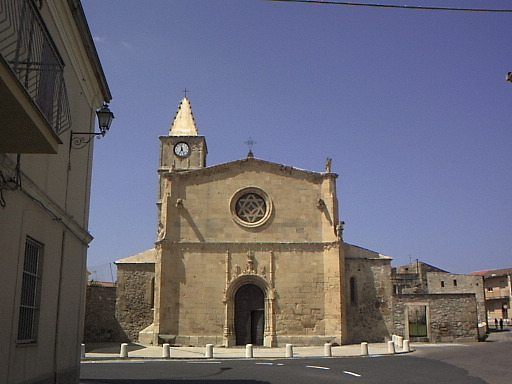
산타 줄리아 교회

파드리아(Padria)는 이탈리아의 사르데냐 섬에 있는 사사리도의 코무네로, 칼리아리에서 북서쪽으로 약 140 킬로미터 (87 mi), 사사리에서 남쪽으로 약 40 킬로미터 (25 mi) 떨어져 있다. 2004년 12월 31일 기준으로 인구는 785명이며 면적은 48.0 제곱킬로미터 (18.5 mi2)이다.
파드리아는 다음 지방 자치체와 접해 있다: 보사 (이탈리아), 코소이네, 마라, 몬텔레오네로카도리아, 포초마조레, 로마나 (사사리현), 빌라노바 몬텔레오네.